# Dosa (bướm đêm)
Dosa  là một chi bướm đêm thuộc họ Noctuidae.

## Hình ảnh

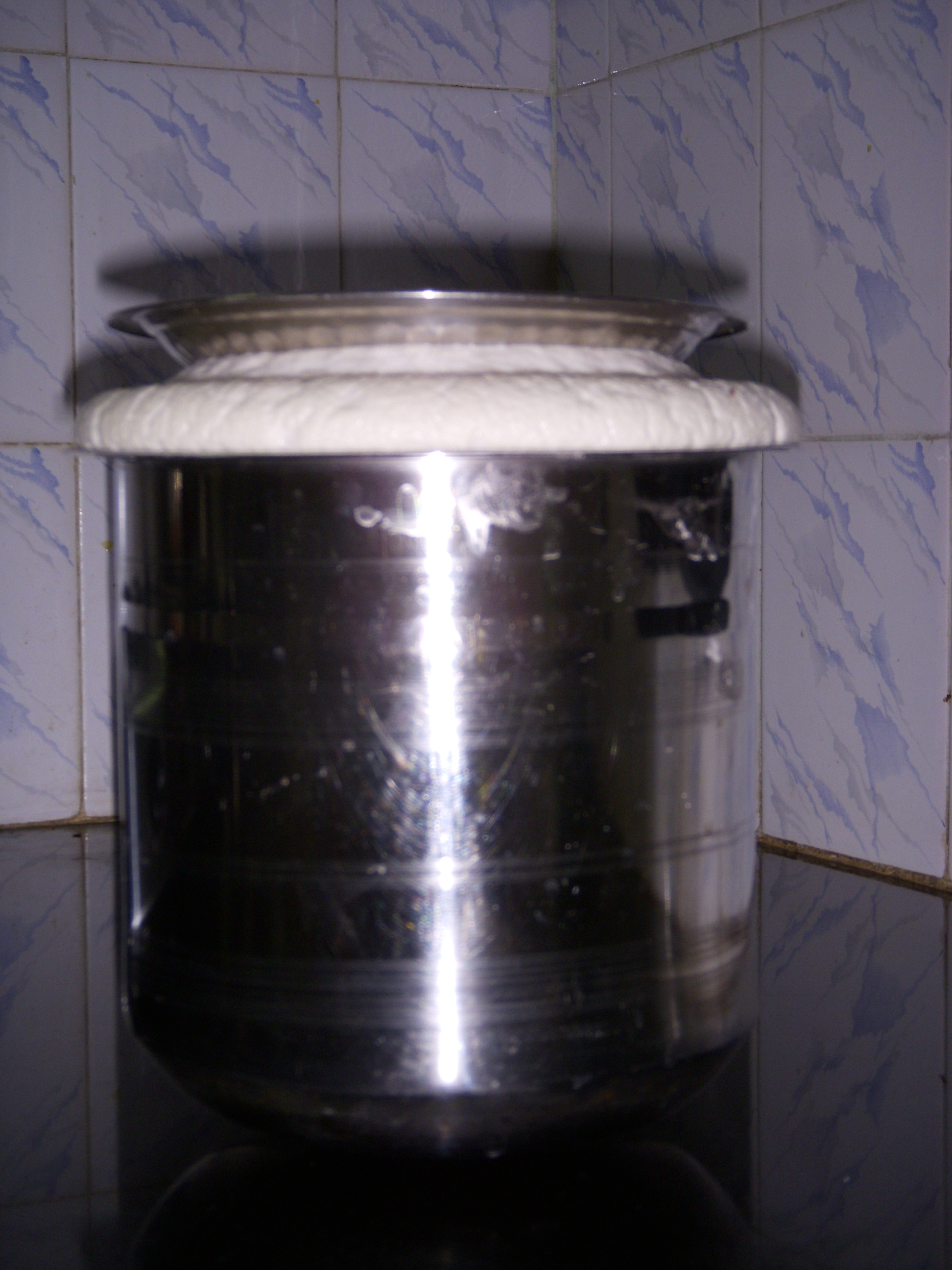
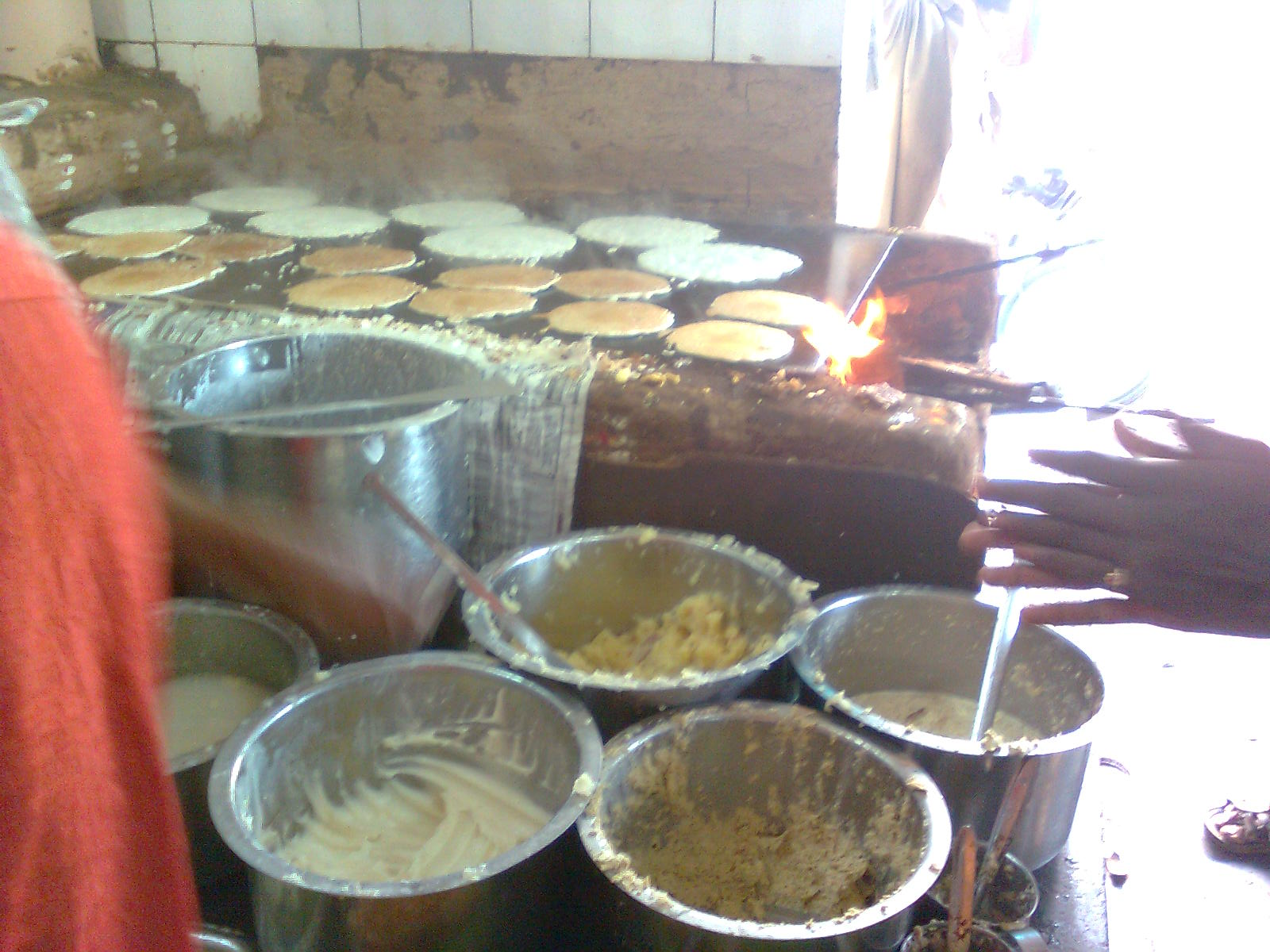
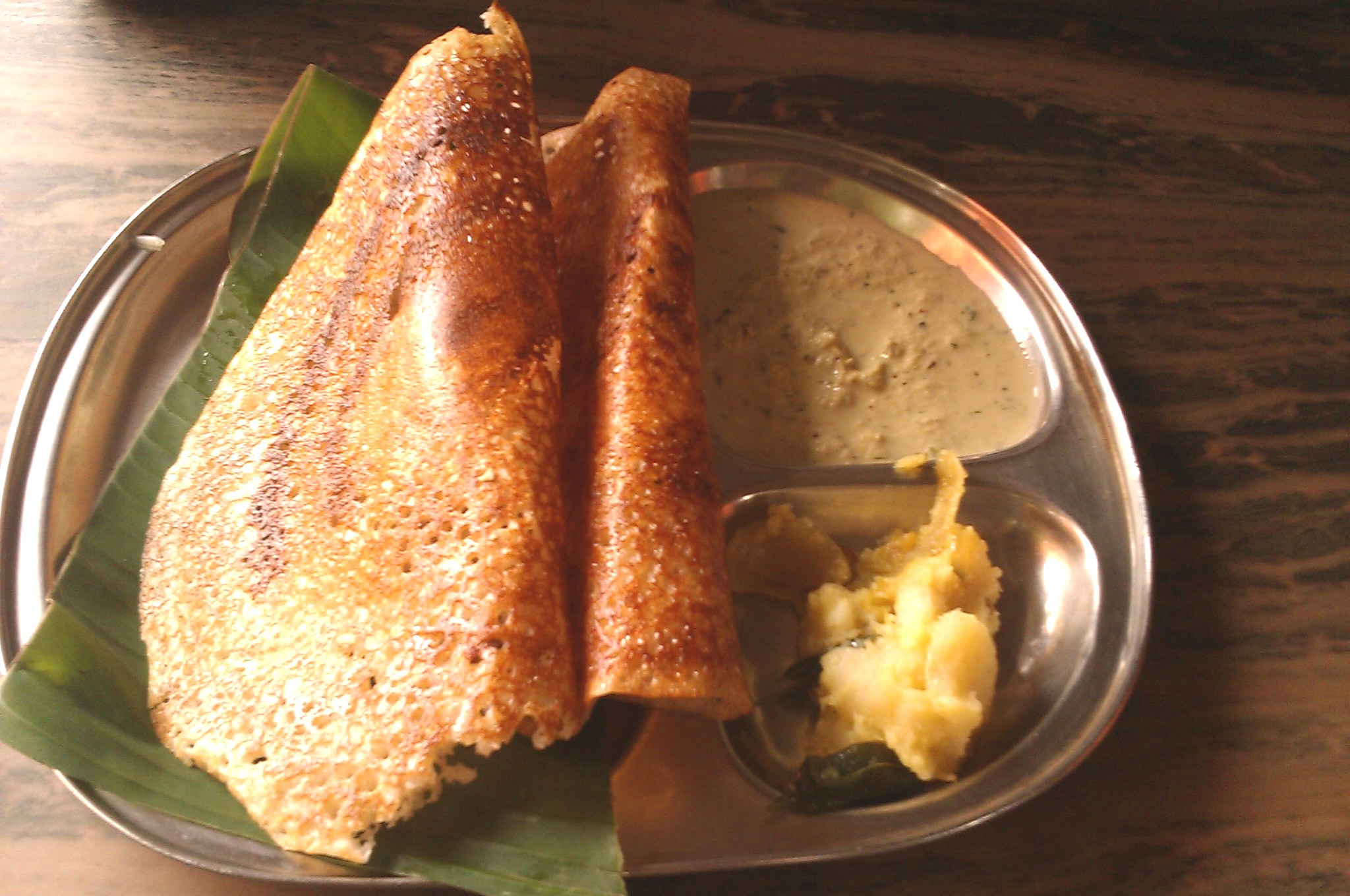
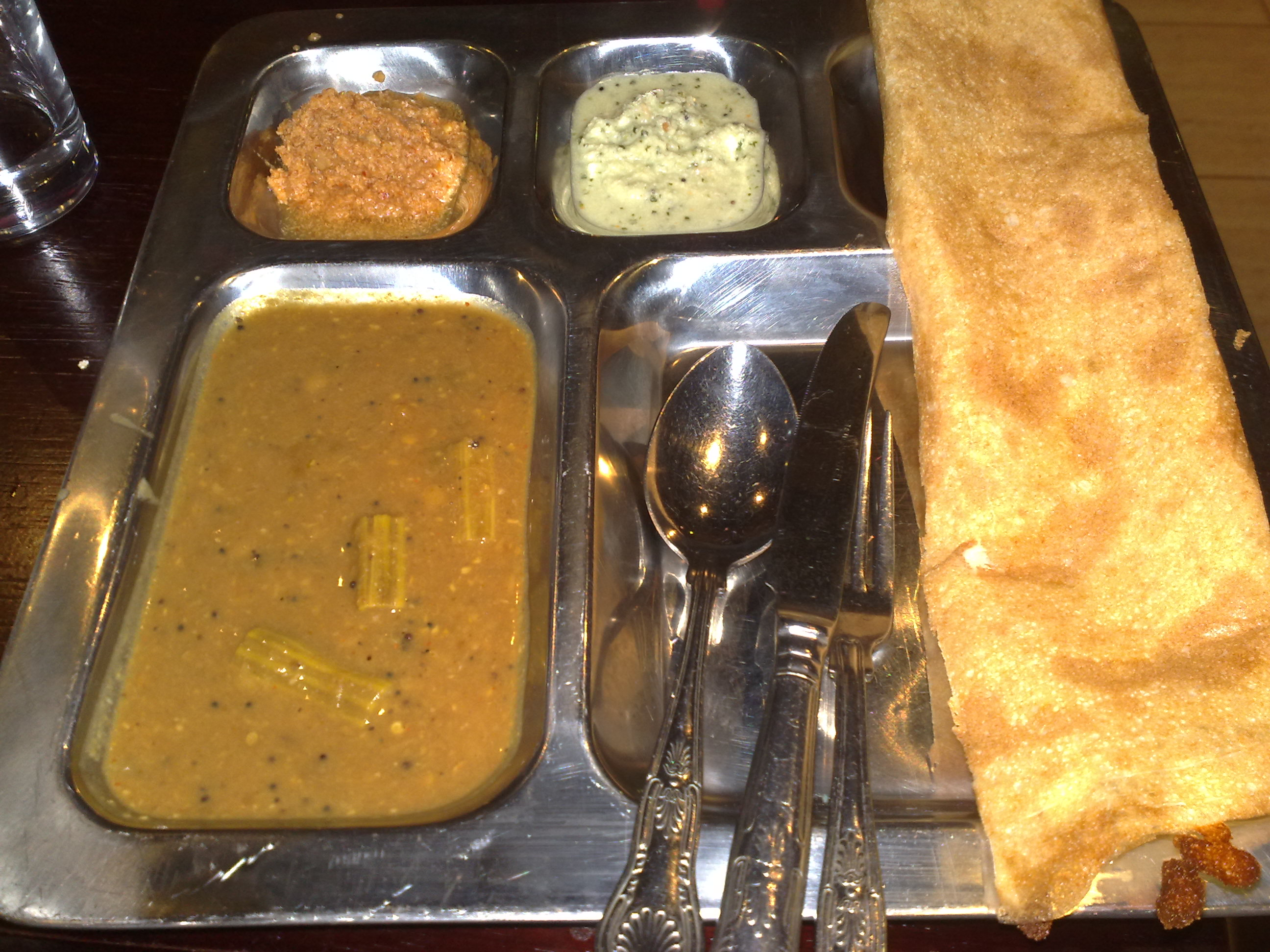